# Afacere
O afacere, cunoscută și sub denumirea de business sau firmă, reprezintă o organizație care se ocupa cu comerțul de bunuri și/sau servicii către consumatori. Afacerile predomină în țările cu economie de piață, majoritatea din ele fiind deținute în formă de proprietate privată. La fel afacerile pot fi non-profit sau în proprietatea statului. Afacerea deținută de mai mulți indivizi se mai numește companie.
Oamenii care inițiază sau dezvoltă o afacere sunt numiți antreprenori sau oameni de afaceri. Ideile de afaceri duc la crearea unui plan de afaceri.

## Forme de proprietate
- Întreprindere individuală
- Parteneriat
- Corporație
  - Companie privată
  - Companie publică
- Cooperativă

## Clasificarea afacerilor
- Sectorul primar:
  - afaceri în agricultură - se ocupă de cultivarea plantelor și creșterea animalelor;
  - afaceri în minerit - se ocupă de extragerea zăcamintelor naturale (de ex. cărbune, petrol, fier etc.).
- Sectorul secundar:
  - afaceri în industria grea -  se ocupă cu producerea mijloacelor de producție;
  - afaceri în industria ușoară - se ocupă cu producerea mărfurilor de larg consum;
  - afaceri în construcții - se ocupă cu proiectarea, execuția, întreținerea și exploatarea diferitor structuri sau lucrări de infrastructură.
- Sectorul terțiar:
  - afacerile în finanțe cuprind băncile și alte organizații ce obțin profit din gestionarea capitalului;
  - afaceri în transport se ocupa cu transportarea produselor și persoanelor contra plată;
  - afacerile în servicii oferă servicii și bunuri intangibile către persoane, companii sau state. Designerii de interior, companiile de consultanță, dar și cinematografele resprezintă afaceri în sfera serviciilor;
  - afaceri în comerțul cu amănuntul și în comerțul cu ridicata reprezintă companii intermediare între producatori și consumatori. Alimentarele, hipermarketurile, depozitele angro, distribuitorii de produse fac parte din această categorie. Tot aici sunt incluse si magazinele online;
  - afacerile în utilități publice oferă bunuri cotidiene cum ar fi energia electrică, apa, căldura și altele.

## Ramuri ale afacerii
- Economie
- Finanțe
- Management
  - management de resurse umane;
  - management operațional;
  - management strategic;
  - management de sisteme informaționale.
- Marketing
- Contabilitate
- Drept comercial

## Management
Funcționarea eficientă și eficace a unei afaceri, și studiul acestui subiect, se numește management. Cele mai importante ramuri ale managementului sunt managementul financiar, managementul de marketing, managementul resurselor umane, managementul strategic, managementul producției, managementul operațiunilor, managementul serviciilor și managementul tehnologiei informației.
Proprietarii pot administra afacerile singuri, sau pot angaja manageri pentru a face acest lucru în locul lor. Fie că sunt proprietari sau angajați, managerii administrează trei componente principale ale valorii afacerii: resursele sale financiare, de capital sau resurse tangibile, precum și resursele umane. Aceste resurse sunt administrate în cel puțin cinci zone funcționale: contractarea legală, fabricația sau serviciile, marketingul, contabilitatea, finanțarea și resursele umane.

#### Restructurarea întreprinderilor de stat
În ultimele decenii, diferite țări au modelat unele din activele și întreprinderile lor după firmele de afaceri. În 2003, de exemplu, Republica Populară Chineză a modelat 80% din întreprinderile sale de stat pe un sistem de management de tip companie. Multe instituții de stat și întreprinderi din China și Rusia s-au transformat în societăți pe acțiuni, cu o parte din acțiunile lor listate pe piețele bursiere publice.
Managementul procesului de afaceri este o abordare holistică a managementului axată pe alinierea tuturor aspectele legate de o organizație, cu dorințele și nevoile clienților. Acesta promovează profitabilitatea și eficiența în afaceri în timp ce luptă pentru inovare, flexibilitate, precum și integrarea cu tehnologia. Managementul procesului de afaceri încearcă să îmbunătățească continuu procesele. Prin urmare, poate fi descris ca un "proces de optimizare a proceselor". Se susține că managementul procesului de afaceri permite organizațiilor să fie mai eficiente, eficace și capabile de schimbare față de o abordare tradițională a managementului ierarhic, concentrat, funcțional.

## Contabilitate
Contabilitatea este măsurarea, prelucrarea și comunicarea informațiilor financiare despre entitățile economice, cum ar fi întreprinderile și corporațiile. Domeniul modern a fost stabilit de matematicianul italian Luca Pacioli în 1494. Contabilitatea, numită "limba de afaceri", măsoară rezultatele activităților economice ale unei organizații și transmite aceste informații unei varietăți de utilizatori, inclusiv investitorilor, creditorilor, conducerii și autorităților de reglementare. Practicanții de contabilitate sunt cunoscuți ca contabili. Termenii "contabilitate" și "raportare financiară" sunt adesea utilizați ca sinonime.